# なぞのユニコーン号
『なぞのユニコーン号』（なぞのユニコーンごう、フランス語: Le Secret de La Licorne）は、ベルギーの漫画家エルジェによる漫画（バンド・デシネ）、タンタンの冒険シリーズの11作目である。ベルギーの主要なフランス語新聞『ル・ソワール』 （Le Soir）にて1942年6月から1943年1月まで毎日連載されていた。ベルギー人の少年タンタンが愛犬スノーウィや友人ハドック船長と共に、17世紀の帆船ユニコーン号の3つの模型の謎を解き、ハドックの先祖が残したという隠し財宝の行方を追う冒険物語である。冒険の過程で殺人も厭わない敵対者が現れ、最終的に物語は続編の『レッド・ラッカムの宝』に続く。
本作はナチス・ドイツによるベルギー支配時代に、占領軍に協力する日刊紙『ル・ソワール』紙で連載された3作目の作品である。これまでに見られた政治要素を一切排して、純粋な冒険物語として製作された。そのストーリーテリングや描写は後編『レッド・ラッカムの宝』と合わせ、評論家からもシリーズ屈指の作品として評価が高い。作者自身も後の『タンタンチベットをゆく』まで、本作を最もお気に入りの作品としていた。また、タンタンの服装として一般にイメージされる白シャツの上に青いセーターは本作で初めて登場した。
1957年のアニメ化において映像化されたエピソードの1つであり、1991年にはカナダのアニメーション製作会社のネルバナとフランスのEllipseによるテレビアニメシリーズの中で、本作が映像化されている。また、2011年のスティーヴン・スピルバーグ監督による映画『タンタンの冒険/ユニコーン号の秘密』においてメイン原作として映像化され、それに伴いテレビゲーム化もなされた。
日本語版は、1968年に主婦の友社から阪田寛夫訳で『ユニコン号の秘密』というタイトルで出版されたものが初訳である。日本語版として広く流通している福音館書店版（川口恵子訳）は、1983年に出版された。後編『レッド・ラッカムの宝』と同時出版であった。
なお、本作ではハドック船長の先祖としてフランソワ・ド・アドック卿が登場する。姓が微妙に異なるのは原語の "Haddock" の読みの違いによる（フランス語読みではアドックになり、英語読みではハドックになる）。本項では読みを統一せず、ハドック船長とアドック卿で使い分ける。

## あらすじ

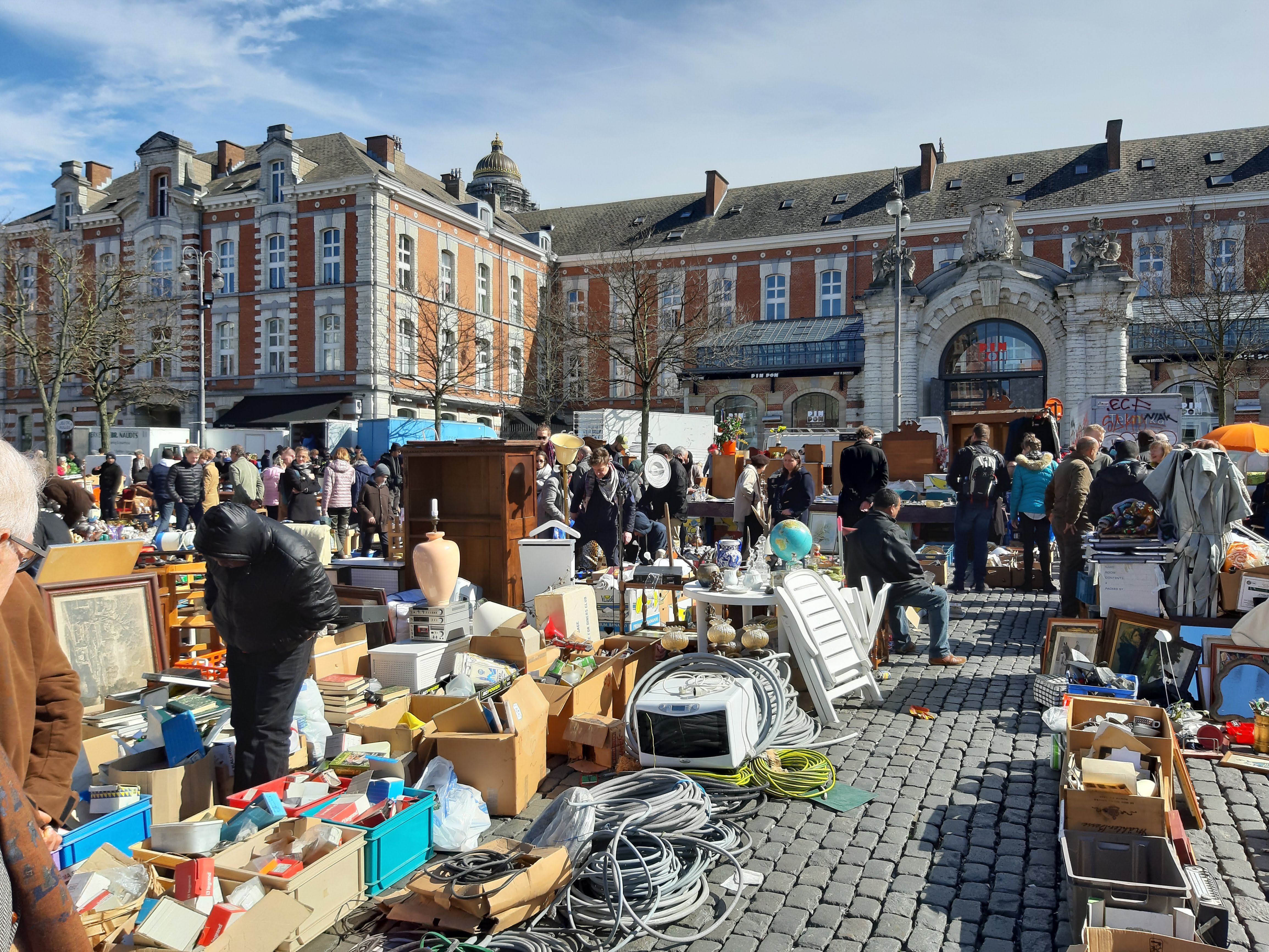
ブリュッセルのジュ・ド・バル広場の蚤の市の様子

ブリュッセルのマロール地区の名物であるジュ・ド・バル広場の蚤の市を散策していたタンタンは、アンティークの精巧な小型帆船模型を見つけ気に入る。友人のハドック船長にプレゼントするため購入したところ、一歩遅かった帆船模型コレクターのネクラソフと古物屋のバーナビーという2人の男がそれぞれ自分に譲って欲しいと申し出てくるが、タンタンはいずれも断る。帰宅すると今度はスノーウィが模型を倒して、船のメインマストを折ってしまうトラブルを起こす。タンタンが応急処置でマストを直しているとハドック船長がやってきて、模型を見て驚く。それは彼が尊敬する17世紀の先祖フランソワ・ド・アドック卿が乗っていたという軍艦ユニコーン号の絵と瓜二つであった。
ハドックの自宅にてユニコーン号が描かれた絵画を見せてもらった後、タンタンが帰宅すると模型が盗まれていた。タンタンはネクラソフを疑い彼の家に行くが、彼は同じ形の帆船模型を持っていただけで泥棒ではなかったことがわかる。帰宅するとまた何者かが侵入した形跡があり、今度は室内が酷く荒らされていた。部屋を片付けていたタンタンは身に覚えのない丸まった古い羊皮紙を見つける。これは折れたメインマストの中に隠されていたものであり、犯人の真の狙いはこれではないかとタンタンは推理する。そして事件の謎を追うため、タンタンはハドックの家にて、彼からアドック卿の逸話を聞く。それは、かつてカリブ海を荒らした大海賊レッド・ラッカムとの戦いであり、部下やユニコーン号を失うも、最後にアドック卿が一騎打ちでラッカムを倒し、ヨーロッパに帰還したというものであった。そしてアドック卿は3人の息子たちにそれぞれユニコーン号の模型を与えたとあり、ここから3つの模型それぞれにレッド・ラッカムの隠し財宝の在り処を示した計3枚の羊皮紙が隠されていると推理する。そこでタンタンとハドックは隠し財宝を探そうと考えるが、時を同じくして2つ目の模型を持つネクラソフは襲われ、その羊皮紙は奪われていた。さらに財布にしまっていたタンタンの羊皮紙も、最近町を騒がし、デュポンとデュボンが行方を追っている凄腕スリに盗まれていた。
間もなくして今度はバーナビーがタンタンの自宅にやってくるが、何かを伝えきる前に何者かに狙撃されて意識不明の重体に陥る。その後、今度はタンタン自身が何者かに誘拐される。犯人は3つ目の模型を所持する骨董品屋のバード兄弟であり、3つの模型とレッド・ラッカムの秘宝を知って手に入れようとしていた。タンタンは郊外にある彼らの邸宅であるムーランサール城の地下室に閉じ込められていたが自力で脱出したところ、ちょうどスノーウィ、ハドック、デュポンとデュボンも現場に到着し、救出される。兄マーチンは逃亡するも弟ロビンは逮捕され、彼の供述でバルナベを襲った理由や、彼ら自身が手に入れた2枚の羊皮紙もスリに奪われていたことなどが判明する（マーチンがその後の顛末で逮捕されたことが明かされる）。
後日、デュポンとデュボンたちの捜査により、ようやくスリのアリスティド・チボーが逮捕され、盗まれた財布が回収される。そして3枚の羊皮紙を集めたタンタンは暗号を解読し、カリブ海の特定場所を示す座標を割り出す。そこが財宝の隠し場所とみたタンタンとハドックが冒険計画を立てるところで物語は終わる。

## 歴史

### 執筆背景

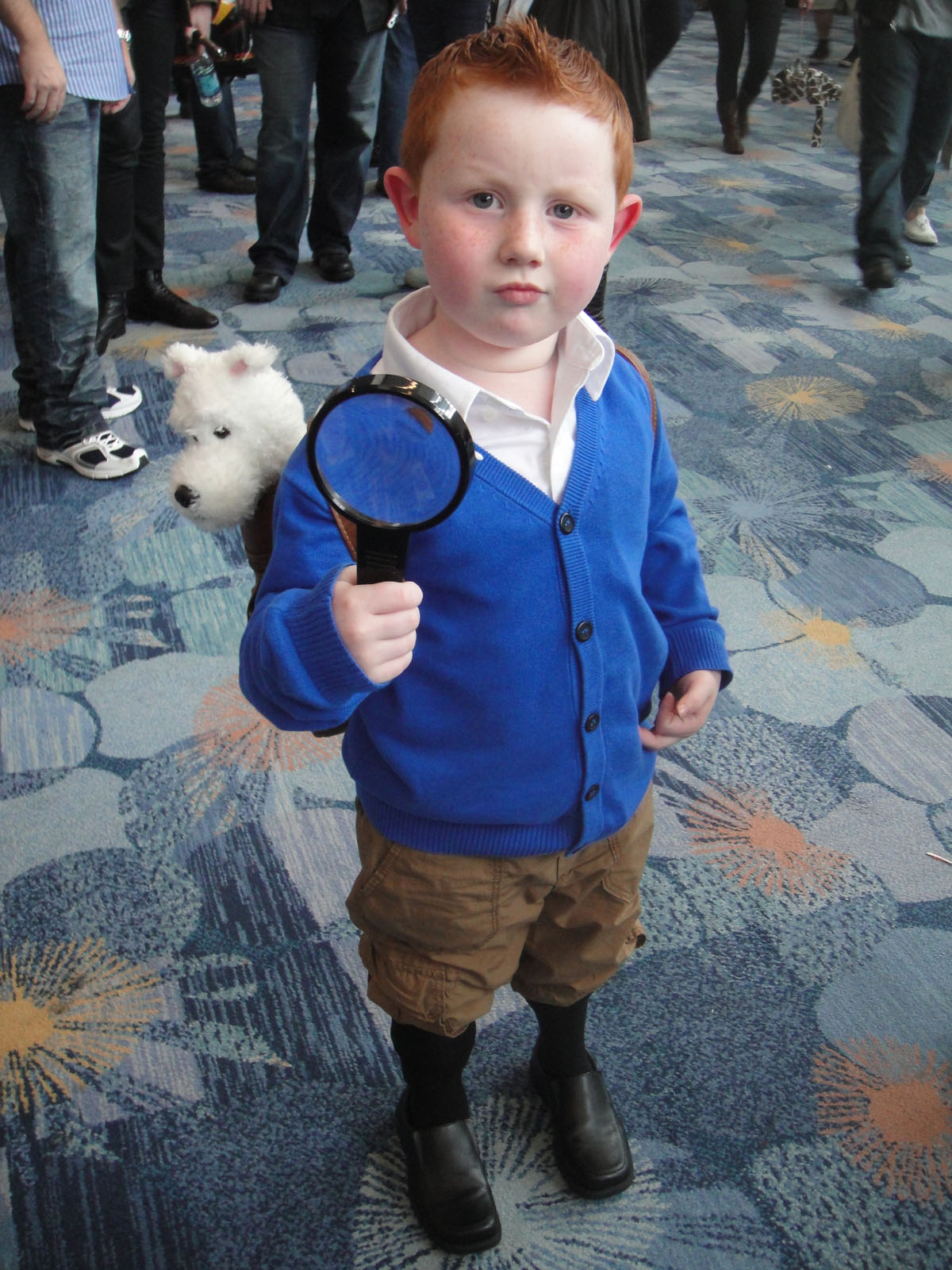
タンタンのコスプレをした少年の写真。本作で登場した白いシャツの上に着た青いセーターは以降、タンタンの一般的な服装として定着した。

作者のエルジェ（本名：ジョルジュ・レミ）は、1929年、故郷ブリュッセルにあったローマ・カトリック系の保守紙『20世紀新聞』の子供向け付録誌『20世紀子ども新聞』にて、彼の代表作となる、架空のベルギー人の少年記者・タンタンの活躍を描く『タンタンの冒険』の連載を開始した。シリーズは人気を博し、連載が続いていたが、1940年5月、ナチス・ドイツによるベルギー占領によって同誌が廃刊となってしまった。その後、エルジェはベルギー最大のフランス語の日刊紙で、占領政府に協力することで廃刊を免れた『ル・ソワール』（Le Soir）に雇われ、同紙が創刊した週刊の子供向け付録誌『ル・ソワール・ジュネス』（Le Soir Jeunesse）の編集長となった。同誌では再びタンタンの連載を開始し、1940年10月、第9作目となる『金のはさみのカニ』が始まったが、戦時統制下での紙不足を理由に途中で廃刊し、日刊の『ル・ソワール』本紙に移行して、1941年10月に完結することができた。この占領統治下で製作されたシリーズ4作品のうち3作目が本作である。
当時既に人気作家であったエルジェに対し、彼がナチス・ドイツに協力する『ル・ソワール』で働くことを批難する者も多かったが、エルジェ自身は同紙の60万人という購読者の多さに惹かれていた。ただ、ナチスの監視という現実問題に対しては、以前の作品で見られた作品の政治性を排除し、中庸な作風に路線を変えた。この事についてハリー・トンプソンは「エルジェはプロットに主眼を置くことで、新たなスタイルのキャラクターコメディを創り出した。これに大衆は好意的に反応した」と解説している。もっとも前作『ふしぎな流れ星』では、物語の本筋に絡まない部分での描写が、後に反ユダヤ主義に加担したと批難も受けた。
『ジュネス』の創刊以降、『ル・ソワール』時代のエルジェは旧友のポール・ジャミンと漫画家のジャック・ヴァン・メルケベケの補佐を受けた。
本作は、エルジェがメルケベケとかなりの程を協力して取り組んだ最初のシリーズ作品であり、エルジェの伝記を書いたブノワ・ペーターズは、本作をメルケベケとの「共同脚本」と考えるのが妥当と指摘している。
メルケベケが製作に関わったことによって、作品は以前のものより複雑な物語が可能となった。
メルケベケはジュール・ヴェルヌやPaul d'Ivoiといった作家の冒険小説に強い影響を受けており、それらの影響が物語全体にも見られる。
例えば3枚の隠された古文書はヴェルヌが1867年に発表した『グラント船長の子供たち』と類似し、メルケベケがエルジェに読むよう勧めた1作であった。
エルジェはメルケベケの貢献に対し、物語冒頭での市のシーンにおいて彼をカメオ出演させる形で応えた。実際に子供時代のメルケベケはジュ・ド・バル広場の蚤の市で本を買っていたため、まったくの嘘というわけでもなかった。
本作は2部構成の前編であり、次の『レッド・ラッカムの宝』で完結する。この前後編は第4-5作目『ファラオの葉巻』と『青い蓮』以来のものであった。
ただ、タンタン研究家のマイケル・ファーによれば、『ファラオの葉巻』と『青い蓮』が大部分が独立した自己完結型の作品であったのに比べれば、『なぞのユニコーン号』と『レッド・ラッカムの宝』は綿密に連携していたと解説している。
本作の舞台は全編がベルギーであったが、次にベルギーが舞台になるのは第21作目『カスタフィオーレ夫人の宝石』のことであった。
また、第20作目『タンタンチベットをゆく』まで、エルジェのお気に入りの物語であった。
現在では一般的なタンタンのイメージである白シャツの上に青いセーターの服装は本作の最後の2ページで初めて登場した。それまでは茶色のスーツや赤いネクタイなど様々な装いをしていたが、本作以降の作品では必ず、この服装で登場した。

### 作画資料・モデル

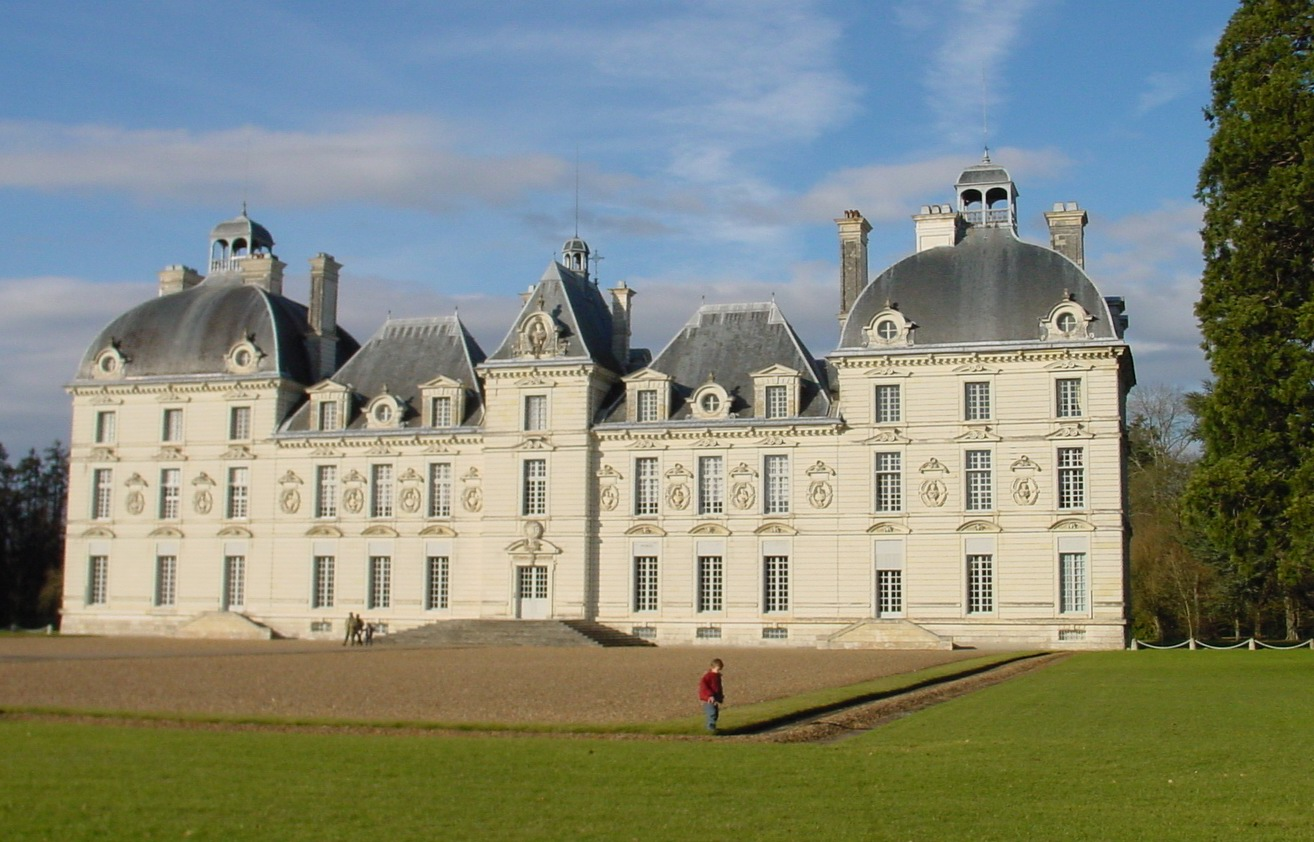
本作以降、シリーズによく登場するムーランサール城のモデルになったシュヴェルニー城の外観

エルジェは作画の資料として、新聞の切り抜きや様々な資料を用いていたが、本作においてはこれまで以上に多様な資料が用いられた。
多くの古船を描くにあたって、エルジェは当初、当時出版されて間もないアレクサンドル・ベルケマンの『L'Art et la Mer』（芸術と海）を参考にした。
さらに古い帆船の正確な描写を行うため、ブリュッセルで模型船専門店を経営する友人ベレールに相談した。彼は、エルジェのために17世紀フランスの50門艦、ル・ブリラン号の設計図を作成した。この船は1690年にル・アーヴルで造船されたもので、ジャン・ベランによって装飾されたものであった。
17世紀の船のデザインをより深く理解するために他の船舶も参考にされた。特にユニコーン号のジョリー・ボート（大型船に備え付けられる小型の雑用船）は、ル・レアール・ド・フランス号（Le Reale de France）がモデルになっている。
なお、ユニコーン号という船名のフランス海軍の船舶は存在しない。この名前は、18世紀半ばに活動していたイギリスのフリゲート艦からエルジェが拝借したものであり、作中で描かれたユニコーンの船首像も、そのフリゲート艦から採用されたものであった。
大海賊レッド・ラッカムのキャラクターは、『Dimanche-Illustré』1938年11月号に掲載されていた物語に登場した海賊ジャン・ラカム（Jean Rackam）が一部参照されている。
また、ラカムの衣装を含めた容姿はC・S・フォレスターの小説『The Captain from Connecticut（コネチカットの船長）』の登場人物ルルージュや、17世紀のフランス人海賊ダニエル・モンバールがモデルになっている。
本作の舞台の1つであるムーランサール城（Moulinsart）は実在したベルギーの町の名前であるサルト・ムーラン（Sart-Moulin）に由来する。
その外観デザインはシュヴェルニー城がモデルになっており、作中で描かれたものは、そこから2つの翼棟を除いたものである。
シリーズにおいてメインキャラクターの家族や先祖が登場することはほぼなく、本作で先祖アドック卿が登場したハドック船長は数少ない例である（他にあるのは後に登場するランピョンのみ）。また、作中でアドック卿はルイ14世の落胤であることが示唆されているが、これはおそらくエルジェが自身の父親がベルギー王レオポルド2世の落胤であったと信じていたことに由来する。

### 本紙連載と書籍出版
本作は1942年6月11日から1943年1月14日まで『ル・ソワール』紙上で日刊連載された（コミック・ストリップ）。
以前の作品と同様に、完結後の1944年3月19日からはフランスのカトリック系紙『Cœurs Vaillants』でも連載が開始された。
日刊連載をまとめた書籍版は1943年にカステルマン社より62ページのフルカラー形式で出版された。これは連載終了後にエルジェが描いた新規の表紙デザインと6枚の描き下ろしのカラーページが含まれていた。
初版はベルギー国内のフランス語圏地域で3万部が売れた。

### その後の出版歴
1952年にイギリス版が同国のコミック誌『イーグル』で連載された。これは1951年に連載された『オトカル王の杖』に続く2作目であり、続編『レッド・ラッカムの宝』も同様に連載された。このイギリス版もカステルマン社より発行されたが、売れ行きが悪く、希少なコレクターアイテムになっている。
この7年後に新訳版がメチュエン社より出版された。この版では、原作ではフランス王ルイ14世に仕えていたフランシス・アドック卿が、イングランド王チャールズ2世の臣下であったことに設定変更されていた。
日本語版は、1968年に阪田寛夫訳として主婦の友社から出版されたものが最初である。タイトルは『ユニコン号の秘密』であり、シリーズ名は『ぼうけんタンタン』であった。シリーズ全24作を全訳した福音館書店版は1983年に川口恵子訳で出版された。福音館版は順番が原作と異なっており、本作がシリーズの第3作目であり、後編の『レッド・ラッカムの宝』と同日に刊行された。
シリーズのデンマーク版を担当するカールセン社は、17世紀初頭のデンマークの船「Enhjørningen（ユニコーンの意）」号の模型を発見し、これをエルジェに贈った。この船は1605年に建造され、1619年から20年にかけて探検家イェンス・マンクが北西航路を航海しようとした際に難破したものである。

## 17世紀に実在したハドック船長

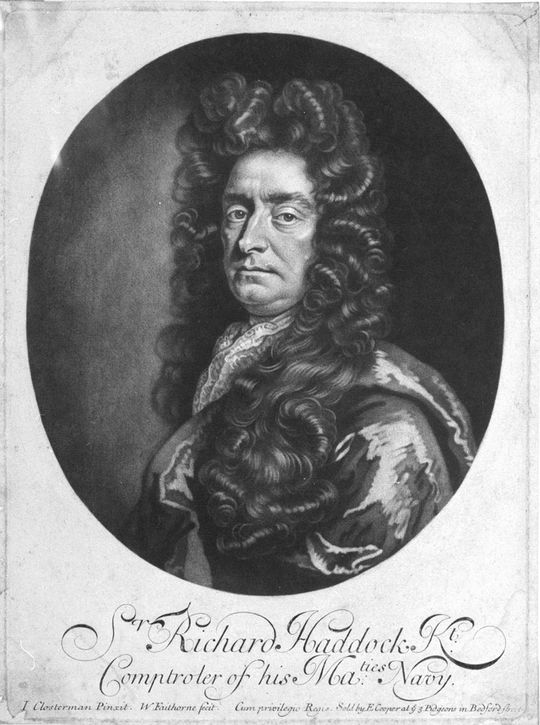
17世紀に活躍した実在のイギリス海軍軍人であるサー・リチャード・ハドックの肖像画

本作の出版後に、エルジェは17世紀後半から18世紀初頭にかけてハドックという名の海軍軍人（提督）が実在したことを知った。この人物はイギリス海軍の軍人であるサー・リチャード・ハドック（1629年-1715年）であり、第3次英蘭戦争の最初の海戦となったソールベイの海戦（1672年）において、サンドウィッチ伯爵の旗艦ロイヤル・ジェイムズ号の指揮を任されていた。
戦いの中で船は火をかけられ、ハドックは海に脱出することを余儀なくされたものの、その勇敢さは当時の国王チャールズ2世に称賛された。その後、ロイヤル・チャールズ号の指揮官に任命され、後年には海軍司政官となった。
さらに、彼の祖父は同じくリチャードという名で、チャールズ1世の時代に提督を務めた海軍軍人であったが、彼が指揮した軍艦の名前はユニコーン号であった。
この時代にはもう1人、ハドック船長と呼ばれる人物がおり、彼は焼き討ち船アン・アンド・クリストファー号の船長であった。デビッド・オッグの記録によれば、彼と彼の船は行軍中に船団からはぐれ、（後にイギリス本国で売って利益を出すため）交易品を購入する目的でマラガに停泊したという。この行為により、1674年、ハドックは海軍裁判にかけられ、取引で得た全利益の没収と6ヶ月間の停職を命じられた。

## 書評と分析
ハリー・トンプソンは、スタイル、色使い、内容において1930年代の初期作に通じるものがあるとし、「エルジェの探偵ミステリーの最後にして最高傑作である」と評した。
また、彼は続編の『レッド・ラッカムの宝』と合わせて、本作が、シリーズの歴史において第3期の中心的な作品であると指摘し、直面する政治情勢に対応するため、記者から探検家に変わっていったとも述べている。
さらに「タンタンの冒険の中で最も成功した作品」との見解も付言している。
Jean-Marc LofficierとRandy Lofficierは、5つ星中4つ星とし、「本当に優れたストーリーテリング」と称賛した。彼らは本作と続編の『レッド・ラッカムの宝』を読者の関心をタンタンからハドックに移すことによって、彼を最も興味深いキャラクターに昇華させたとし、シリーズの転換点になったと評している。また、フランシス・アドック卿というキャラクターを「かなり実在感のあるキャラクター」と評する一方で、バード兄弟については「比較的ありきたりな悪役」と評した。
フィリップ・ゴダンは、ハドックが祖先の生涯を語る場面について「現在と過去が交互に投影されるという驚異的な巧みさを（読者は）見せられる。異なる時代の交差は双方を豊かに、（印象を）強め、素晴らしいほど円滑に展開される。エルジェの才能の絶頂期であった」と評している。
エルジェの伝記を書いたブノワ・ペータースは、本作と『レッド・ラッカムの宝』は、主要人物達が物語世界を構築した点で、シリーズ上の重要な地位を占めていると指摘している。
特に本作における、3つの異なるプロットが交錯する展開は、エルジェの「物語における最大の成功」の1つと評している。
また、これまでにも見られた宗教的要素についても本作及び続編ではさらに強くなり、これはジャック・ヴァン・メルケベケの影響の可能性があると指摘している。
同じくエルジェの伝記を書いたピエール・アスーラインは、本作をロバート・ルイス・スティーヴンソンの『宝島』から、「細かい部分はともかく、精神性においては明らかな影響を受けている」と指摘し、「現実逃避のニーズに応えたようだ」と述べている。
その上で本作の冒険を「エルジェの作品における新たな展開であり、それまでの時事的なものから、遠い果てを舞台にした海賊の冒険譚に飛躍させた」と評している。
また、彼はフランシス・アドック卿という先祖の登場は、エルジェが自身の先祖に貴族がいたことにしたかったことの現れではないかとも分析した。
マイケル・ファーは、本作の最も注目すべき点として、ハドック船長と同じ容姿で言動のフランシス・アドック卿の登場を挙げている。
ハドック船長が先祖の物語を語るシーンは、これまでエルジェが『金のはさみのカニ』や『ふしぎな流れ星』で「実験」してきた「夢と現実の融合」の延長線にあると述べている。
その上で彼は前作『ふしぎな流れ星』と異なり、本作と続編には「占領と戦争に関する暗喩がほぼない」と指摘し、物語のテンポはシリーズの初期作に見られたような「急かされている感じがなく、完璧なペースだ」と称賛している。

## 翻案
1957年にブリュッセルのアニメーションスタジオ、ベルヴィジョン・スタジオによる『エルジェのタンタンの冒険』においてアニメ化された（日本語版は『チンチンの冒険』）。1話5分のカラー作品であり、第2シリーズの4番目のエピソードとして放映された。この脚本を担当したのは後の『タンタン・マガジン』の編集長を務めるミシェル・グレッグであった。
1991年から1992年に掛けて放映されたカナダのアニメーション製作会社のネルバナとフランスのEllipseによる『タンタンの冒険』（Les Aventures de Tintin）において映像化された。1話30分の2話構成になっている。
2011年には本作をメイン原作として、スティーヴン・スピルバーグとピーター・ジャクソンの共同制作によるモーションキャプチャーによる長編アニメ映画『タンタンの冒険/ユニコーン号の秘密』が製作された。2011年10月から11月にかけて世界公開され、本国アメリカでは12月21日に公開された（アメリカでのタイトルは単に『タンタンの冒険』）。他に『金のはさみのカニ』『レッド・ラッカムの宝』も一部参照されている。
また、タイアップしたテレビゲームも製作され、2011年10月にリリースされている。